# メタホウ酸

メタホウ酸

メタホウ酸（メタホウさん、Metaboric acid）は、ホウ素のオキソ酸で、化学式HBO2で表される物質。斜方晶の無水物、単斜晶の1水和物、立方晶の2水和物の3種類の水和異性体が存在しており、無水物は吸湿性を有する。白色結晶であり、比重は2.486 g/cm3。水やアルカリに対する溶解度は高く、無水和物および1水和物はアルコールに難溶であるが2水和物は可溶。通常メタホウ酸分子3つが会合した三量体構造を取っている。

## 生成
ホウ酸を熱分解すると得られる。
{\displaystyle {\ce {H3BO3 -> HBO2\ + H2O}}}

## 塩
- メタホウ酸バリウム
- メタホウ酸ナトリウム